# Vyprata
Vyprata (ryska: Выпрата) är ett vattendrag i Belarus.   Det ligger i voblasten Minsks voblast, i den norra delen av landet, 50 km norr om huvudstaden Minsk.
I omgivningarna runt Vyprata växer i huvudsak blandskog. Runt Vyprata är det glesbefolkat, med 18 invånare per kvadratkilometer.